# City Place I
La City Place I est un gratte-ciel de bureaux de 38 étages et 163 mètres de hauteur construit à Hartford dans le Connecticut aux États-Unis de 1980 à 1984.
C'est toujours en 2024 le plus haut immeuble de Hartford et du Connecticut
L'architecte est l'agence Skidmore, Owings and Merrill